# Luchy (België)
Luchy (Waals: Luchi) is een gehucht in de Belgische provincie Luxemburg. Het ligt in Jehonville, een deelgemeente van Bertrix. Luchy ligt net ten oosten van het dorpscentrum van Jehonville.

## Bezienswaardigheden

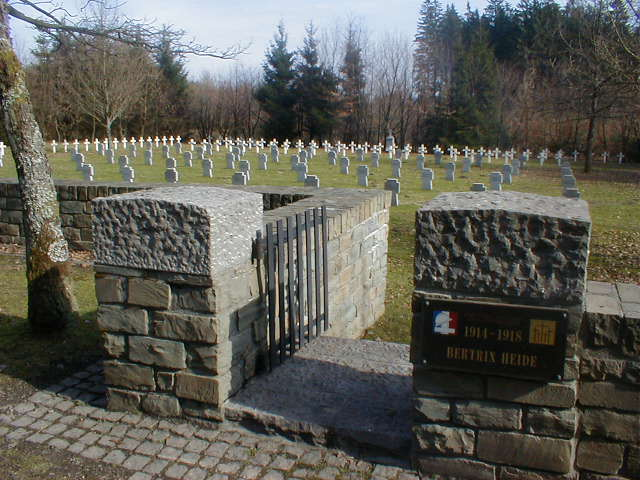
Militaire begraafplaats van Luchy

- de militaire begraafplaats van Luchy

Deelgemeenten: Auby-sur-Semois · Bertrix · Cugnon · Jehonville · Orgeo

Overige dorpen: Acremont · Assenois · Biourge · Blanchoreille · Glaumont · La Flèche · La Géripont · Luchy · Mortehan · Nevraumont · Rossart · Sart · Thibauroche

Belgische gemeenten · Arrondissement Neufchâteau · Luxemburg · Wallonië